# Erik Långström
Erik Torsten Långström, född 28 september 1948 i Uddevalla, död 11 mars 2017 i Skara, var en svensk präst och författare.
Långström prästvigdes 1973 och utnämndes till kyrkoherde i Björsäter i Skara stift 1987 och i Husaby 1997, där han verkade fram till sin pensionering. Han var kontraktsprost i Kinne kontrakt, sedermera Kålland-Kinne kontrakt.
Långström vinnlade sig om att vårda Husabys historia och engagerade sig i arbetet med att år 2000 uppmärksamma det ungefärliga 1000-årsjubileet av dopet av den förste kristne kungen Olof Skötkonung på denna plats. Han har också författat en bok om målningarna i Husaby kyrka.
Erik Långström är far till Karin Långström samt bror till Hakon Långström.